# Lista șefilor de stat ai României
Această pagină conține o listă a Șefilor de Stat ai României începând cu anul 1859, de la Principatele Unite ale Moldovei și Țării Românești și până în prezent în România postdecembristă. Lista prezintă domnitorii, regii sau alți lideri (i.e. președinți) care s-a aflat la conducerea României de-a lungul timpului.

## Șefi de stat
| Numele                                                         | Imagine           | Data preluării    | Data predării | Note |
| -------------------------------------------------------------- | ----------------- | ----------------- | --- | --- |
| Alexandru Ioan Cuza (n. 20 mar 1820 – d. 15 mai 1873)          |                   | 24 ianuarie 1859  | 11 februarie 1866 | Domnitorul Principatelor Române Unite / Domnitorul României (începând cu ianuarie 1862) |
| Locotenență Domnească                                          |                   | 11 februarie 1866 | 10 mai 1866 | Lascăr Catargiu Nicolae Golescu Nicolae Haralambie |
| Carol I (n. 20 apr 1839 – d. 10 oct 1914)                      |                   | 10 mai 1866       | 10 mai 1881 | Domnitorul României |
| Carol I (n. 20 apr 1839 – d. 10 oct 1914)                      | 10 mai 1881       | 10 octombrie 1914 | Regele României | |
| Ferdinand I (n. 24 aug 1865 – d. 20 iul 1927)                  |                   | 10 octombrie 1914 | Regele României | 20 iulie 1927 |
| Mihai I (sub regență) [minor] (n. 25 oct 1921 – d. 5 dec 2017) |                   | 20 iulie 1927     | 7 octombrie 1929 | Regele României Regența a avut următoarea alcătuire: 1. Principele Nicolae 2. Patriarhul Miron Cristea 3. Gheorghe Buzdugan, Președintele Înaltei Curți de Casație și Justiție |
| Mihai I (sub regență) [minor] (n. 25 oct 1921 – d. 5 dec 2017) | 7 octombrie 1929  | 8 iunie 1930      | Regele României Regența a avut următoarea alcătuire: 1. Principele Nicolae 2. Patriarhul Miron Cristea 3. Constantin Sărățeanu, Președintele ICCJ-ului | |
| Carol al II-lea (n. 15 oct 1893 – d. 4 apr 1953)               |                   | 8 iunie 1930      | 6 septembrie 1940 | Regele României |
| Mihai I (n. 25 oct 1921 – d. 5 dec 2017)                       |                   | 6 septembrie 1940 | 30 decembrie 1947 | Regele României |
| Constantin Ion Parhon (n. 15 oct 1874 – d. 9 aug 1969)         |                   | 30 decembrie 1947 | 13 aprilie 1948 | Președintele Prezidiului Provizoriu al Marii Adunări Naționale |
| Constantin Ion Parhon (n. 15 oct 1874 – d. 9 aug 1969)         | 13 aprilie 1948   | 12 iunie 1952     | Președintele Prezidiului Marii Adunări Naționale | |
| Petru Groza (n. 7 dec 1884 – d. 7 ian 1958)                    |                   | 12 iunie 1952     | Președintele Prezidiului Marii Adunări Naționale | 7 ianuarie 1958 |
| Ion Gheorghe Maurer (n. 23 sep 1902 – d. 8 feb 2000)           |                   | 11 ianuarie 1958  | Președintele Prezidiului Marii Adunări Naționale | 21 martie 1961 |
| Gheorghe Gheorghiu-Dej (n. 8 noi 1901 – d. 19 mar 1965)        |                   | 21 martie 1961    | 19 martie 1965 | Președintele Consiliului de Stat |
| Chivu Stoica (n. 8 aug 1908 – d. 16 feb 1975)                  |                   | 24 martie 1965    | 9 decembrie 1967 | Președintele Consiliului de Stat |
| Nicolae Ceaușescu (n. 26 ian 1918 – d. 25 dec 1989)            |                   | 9 decembrie 1967  | 28 martie 1974 | Președintele Consiliului de Stat |
| Nicolae Ceaușescu (n. 26 ian 1918 – d. 25 dec 1989)            | 28 martie 1974    | 22 decembrie 1989 | Președintele Republicii Socialiste România | |
| Ion Iliescu (n. 3 martie 1930 – d. 5 august 2025)              |                   | 22 decembrie 1989 | 20 mai 1990 | Președintele Consiliului Frontului Salvării Naționale (CFSN) - interimat asigurat de Ion Iliescu pentru funcția vacantă |
| Ion Iliescu (n. 3 martie 1930 – d. 5 august 2025)              | 20 mai 1990       | 11 octombrie 1992 | Președintele României | |
| Ion Iliescu (n. 3 martie 1930 – d. 5 august 2025)              | 11 octombrie 1992 | 17 noiembrie 1996 | Președintele României | |
| Emil Constantinescu (n. 19 noiembrie 1939)                     |                   | 17 noiembrie 1996 | Președintele României | 10 decembrie 2000 |
| Ion Iliescu (n. 3 martie 1930 – d. 5 august 2025)              |                   | 20 decembrie 2000 | Președintele României | 21 decembrie 2004 |
| Traian Băsescu (n. 4 noiembrie 1951)                           |                   | 21 decembrie 2004 | Președintele României | 20 aprilie 2007 |
| Nicolae Văcăroiu (n. 5 decembrie 1943)                         |                   | 20 aprilie 2007   | 23 mai 2007 | Președinte interimar al României, pe perioada primei suspendări a Președintelui Traian Băsescu |
| Traian Băsescu (n. 4 noiembrie 1951)                           |                   | 23 mai 2007       | 21 decembrie 2009 | Președintele României Reconfirmat în funcție în urma Referendumului din 19 mai 2007 |
| Traian Băsescu (n. 4 noiembrie 1951)                           | 21 decembrie 2009 | 9 iulie 2012      | Președintele României Suspendat 9 iulie 2012 | |
| Crin Antonescu (n. 21 septembrie 1959)                         |                   | 9 iulie 2012      | 27 august 2012 | Președinte interimar al României, pe perioada celei de a doua suspendări a Președintelui Traian Băsescu |
| Traian Băsescu (n. 4 noiembrie 1951)                           |                   | 27 august 2012    | 21 decembrie 2014 | Președintele României Reconfirmat în funcție în urma referendumului din 29 iulie 2012 |
| Klaus Iohannis (n. 13 iunie 1959)                              |                   | 21 decembrie 2014 | 12 februarie 2025 | Președintele României A continuat să exercite funcția și după încheierea mandatului, prin decizia Curții Constituționale după anularea turului 2 al alegerilor prezidențiale de pe 8 decembrie 2024. Și-a anunțat demisia începând cu data de 12 februarie 2025, interimatul urmând a fi asigurat de președintele Senatului, Ilie Bolojan, până la alegerile prezidențiale din mai 2025. |
| Ilie Bolojan (n. 17 martie 1969)                               |                   | 12 februarie 2025 | 26 mai 2025 | Președintele interimar al României Președinte interimar până la alegerile din mai 2025 |
| Nicușor Dan (n. 20 decembrie 1969)                             |                   | 26 mai 2025       | prezent | Președintele României |